# Kalvehave Kirke
Kalvehave Kirke er en kirke nær Ulvsund, mellem Kalvehave og Gammel Kalvehave.